# 馬斯科吉 (奧克拉荷馬州)
馬斯科吉（Muskogee, Oklahoma）是美國俄克拉荷馬州東部阿肯色河畔的一個城市，是馬斯科吉縣縣治。面積100.4平方公里。根據美國2000年人口普查，共有人口38,310人，是該州第十一大城市。
當地是阿肯色河最上游的港口所在。2008年5月14日，一名奧克拉荷馬大學一年級生當選當地的市長。